# Phillips Lord
Pour les articles homonymes, voir Lord.
Phillips Haynes Lord (né le 13 juillet 1902 et mort le 19 octobre 1975) est un homme de radio, narrateur et acteur américain, connu en particulier pour le programme de radio Gang Busters diffusé entre 1936 et 1957. 
Il a été un des créateurs d'émissions à succès durant l'âge d'or de la radio dans les années 1930 et 1940. 

## Radio

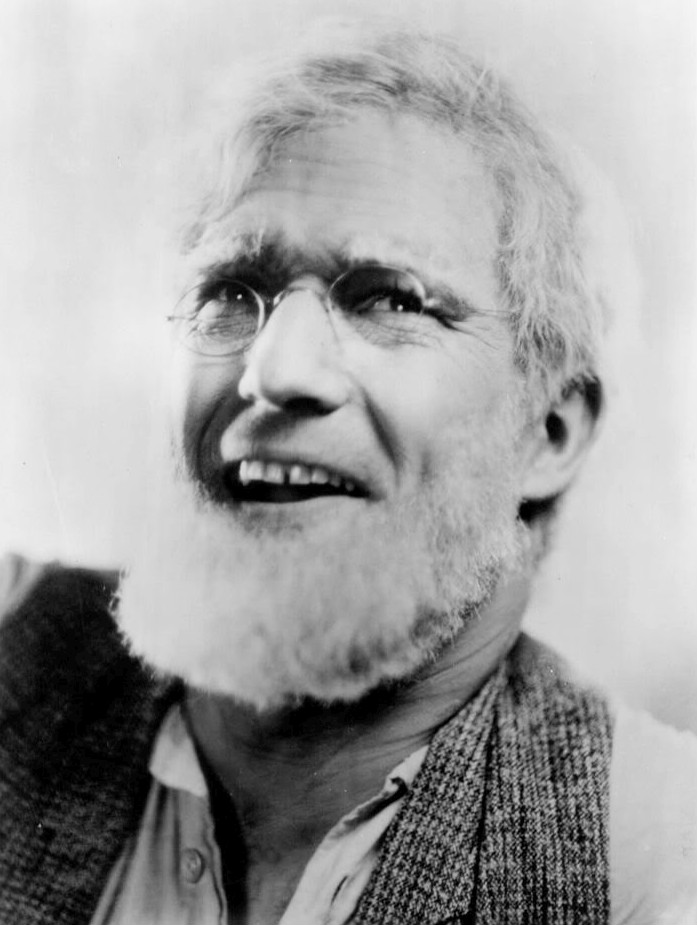
Phillips Lord en personnage de Seth Parker

- 1936-1957 : Gang Busters
- 1939 : Mr. District Attorney
- David Harding, Counterspy

## Filmographie
- 1931 : Way Back Home (acteur)
- 1935 : Obeah (acteur)
- 1942 : Secrets of the Underground (scénariste)
- 1942 : Gang Busters serial (scénariste)
- 1947 : J'accuse cette femme (Mr. District Attorney) de Robert B. Sinclair
- 1952 : Gang Busters série télévisée (scénariste et narrateur)
- 1957 : L'empire du crime (scénariste)

## Distinctions
Il a son étoile sur le Walk of Fame à Hollywood en tant que star de la radio.